# حركات حقوق الإجهاض

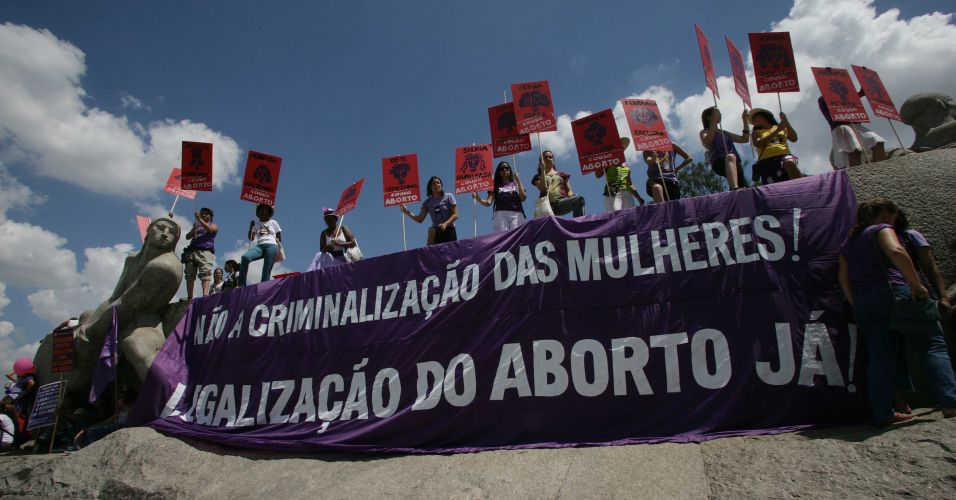

تطالب حركات حقوق الإجهاض بإمكانية الوصول القانوني لخدمات الإجهاض العمد، وتُعرف أيضًا بحركات مناصرة حرية الإجهاض، وما زالت سببًا للخلاف المتكرر في الحياة العامة لا سيما فيما يتعلق بموضوع السماح أو تقييد حرية الوصول لخدماته القانونية. وينقسم مؤيدو حقوق الإجهاض وفق أنواع خدمات الإجهاض الواجب إتاحتها والظروف، على سبيل المثال يُمنع الوصول لخدمات الإجهاض في حالة الإنهاء المتأخر للحمل.

## اصطلاحات
تتبع العديد من المصطلحات المستخدمة في النقاش إطارًا سياسيًا، ويستخدم في تأييد موقف شخص ما وإبطال الموقف المعارض. على سبيل المثال، تنطوي شعارات «مناصرة حرية الإجهاض» و«مناهضة الإجهاض» على تأييد القيم السائدة في المجتمع على نطاق واسع كالانعتاق والحرية، بينما تشير إلى أن المواقف المعارضة يجب أن تكون «مكافحة الاختيار» أو «تأييد الإجهاض» («تأييد الحياة» أو «تأييد الموت» كمصطلحات بديلة).
ولا تتخذ وجهات النظر دائمًا طابعًا ازدواجيًا، ففي استفتاء لمعهد أبحاث الدين العامة، لوحظ أن الغموض في المصطلحات أدى إلى وصف سبعة من أصل عشرة من الأمريكيين أنفسهم بأنهم «مناصرين للإجهاض» بينما وصف ثلثهم أنفسهم بأنهم «مناهضين للإجهاض» لكن المشاركين بالاستفتاء صنفوا أنفسهم بشكل مختلف عندما زودوا بتفاصيل محددة حول ظروف الإجهاض، فعرضوا عليهم مختلف العوامل المسببة للإجهاض، مثل الاغتصاب وسفاح القربى وقابلية نمو الجنين ونجاة الأم.
وتفضل وكالة أنباء أسوشييتد بريس استعمال مصطلحات «حقوق الإجهاض» و«مكافحة الإجهاض» بدلًا لذلك.

## التاريخ المبكر
وقفت نسويات أواخر القرن التاسع عشر في وجه الإجهاض غالبًا، وعارضن تشريعه. ففي صحيفة الثورة التي أدارها كل إليزابيث كادي ستانتون وسوزان برونيل أنتوني، كتب مشارك مجهول تحت اسم «أ» عن موضوع الإجهاض في عام 1869، وجادل بأنه يجب أن تؤخذ أسباب الإجهاض بعين الاعتبار بدلًا من محاولة تشريع قانون يمنعه فحسب.
وصرّح الكاتب بأن تشريع قانون ضد الإجهاض ببساطة قد «يكون مجرد إزالة للجزء العلوي من الحشائش الضارة مع الإبقاء على جذورها. فمهما كان الدافع أو حب الطمأنينة أو الرغبة بإنقاذ أولئك الأبرياء الذين لم يولدوا بعد من المعاناة، فإن المرأة مذنبة بشكل فظيع وهي من يرتكب الفعل. وسيرهق كاهل ضميرها في الحياة، ويُثقل روحها في الموت، لكن! الذنب على حد بعيد هو ما دفعها لليأس وحملها على ارتكاب الجريمة.» 

### المملكة المتحدة
برزت الحركات نحو تحرير قانون الإجهاض إلى الوجود خلال عشرينيات وثلاثينيات القرن العشرين، وأتت في سياق الانتصارات التي سجلت في مجال تحديد النسل. ونجح منظمو الحملات ومن ضمنهم ماري ستوبس في إنجلترا ومارغريت سانغر في الولايات المتحدة في جلب القضية للعلن، فأستت عيادات تحديد النسل التي قدمت نصائحًا لتنظيم العائلة ووسائل منع الحمل للنساء اللواتي احتجن إليها.
وفي عام 1929، شُرّع قانون الحفاظ على حياة المولود في المملكة المتحدة، والذي صحح قانون (المخالفات المرتكبة ضد الشخص 1861) ونص على أن الإجهاض ليس مخالفة في حال تم عن حسن نية، وحفاظًا على حياة الأم.
قادت ستيلا براون حملات لتحديد النسل، وعملت بوتيرة متزايدة على إطلاق إثارة الجدل حول قضية الإجهاض في ثلاثينات القرن الماضي. وتأثرت معتقدات براون بشكل كبير بأعمال هافلوك إليس وإدوارد كاربنتر وغيرهم من علماء الجنس. وآمنت بشكل قوي بأن النساء العاملات يجب أن يمتلكن خيار الحمل وإنهاؤه أثناء عملهن في ظروف قاسية تحيط بالمرأة الحامل والتي يتعين عليها القيام بالأعمال الشاقة خلال حملها. وجادلت في تلك الحالة بأنه يجب على الأطباء إعطاء معلومات مجانية فيما يخص تحديد النسل للنساء الراغبات بمعرفة ذلك، فمن شأن ذلك منح النساء سلطة أكبر على ظروفهن والسماح لهن بتقرير إن كن يردن أن يصبحن أمهات أم لا.
بدأت براون جولات حوارية في أنحاء إنجلترا في أواخر عشرينات القرن الماضي، وخلالها قدمت معلومات حول معتقداتها عن إمكانية وصول النساء إلى معلومات تحديد النسل ومشاكل النساء الصحية والمشاكل المتعلقة بالبلوغ والثقافة الجنسية ومعدلات أمراض الأمومة المرتفعة وغيرها من المواضيع، فحثت تلك المحادثات النساء على اتخاذ الأمور المتعلقة بحياتهن الجنسية وصحتهن بأنفسهن. ونما اهتمامها بحرية النساء في إنهاء حملهن، وفي عام 1929 قدمت محاضرتها بعنوان «الحق في الإجهاض» أمام الرابطة العالمية للإصلاح الجنسي في لندن. وفي عام 1931، بدأت بتطوير حججها حول حق المرأة في تقرير الإجهاض. وبدأت تجوب البلاد مجددًا وتلقي المحاضرات حول الإجهاض والعواقب السلبية المترتبة عن عدم مقدرة النساء على إنهاء حملهن عند اختيارهن ذلك: كالانتحار والإصابة والعجز الصحي الدائم والجنون وتسمم الدم.
بدأت نسويات بارزات بتأييد هذه القضية من ضمنهن فريدا لاسكي ودورا راسل وجوان ماليسون وجانيت تشانس. واجتاحت القضية الرأي العام بشكل هائل في يوليو 1932 عندما شكلت الرابطة الطبية البريطانية لجنة لمناقشة إجراء تغييرات في قوانين الإجهاض. وفي 17 فبراير 1936، أُنشئت جمعية إصلاح قانون الإجهاض كأول منظمة تطالب بتحرير الإجهاض على يد جانيت تشانس وأليس جينكنس وجوان ماليسون. وروجت الجمعية لإمكانية الوصول للإجهاض في الولايات المتحدة، وأقامت الحملات الرامية إلى إزالة العقبات القانوينة. كما جندت جمعية إصلاح قانون الإجهاض 35 عضوًا في عامها الأول، ونحو 400 عضو بحلول عام 1939.
برز نشاط جمعية إصلاح قانون الإجهاض بين عامي 1936 و1939 عندما أرسلت متحدثين حول البلاد للحديث عن العمل والمساواة في المواطنة، ثم حاولت نشر المقالات والرسائل في الصحف رغم عدم نجاحها في ذلك غالبًا. وأصبحت المنظمة أكثر شهرة عندما استلم أحد أعضائها من اللجنة القانونية الطبية قضية فتاة في الرابعة عشر من عمرها اغتُصبت وحصلت على قرار إنهاء الحمل من الطبيبة جوان ماليسون، أحد الرائدين في جمعية إصلاح قانون الإجهاض. فحصلت هذه القضية على الكثير من الدعاية، غير أنها أُحبطت عند بداية الحرب وخسرت أهميتها مجددًا في المجتمع.
في عام 1938، انخرطت جوان ماليسون بواحدة من أكثر القضايا تأثيرًا في قانون الإجهاض البريطاني عندما عرضت حالة فتاة مغتصبة في الرابعة عشر من عمرها على طبيب النساء أليك بورن. أجرى بورن عملية الإجهاض بشكل غير قانوني، ثم حوكم بتهمة إجراء الإجهاض، لكن تمت تبرئة بورن في قضيته ضد ريكس لأن أفعاله كانت «مثالًا على السلوك النزيه بالتوافق مع الأعراف العليا للمهنة» وأقامت هذه المحاكمة سابقة قانونية بعدم إمكانية محاكمة الطبيب لإجراء الإجهاض في الحالات التي يكون فيها الحمل مسببًا «للانهيار العقلي والبدني».
واصلت جمعية إصلاح قانون الإجهاض حملتها بعد الحرب، وأعادت قضية الإجهاض إلى الساحة السياسية إلى جانب التغييرات الاجتماعية الواسعة في ستينيات القرن العشرين. ثم ترأس جون بيل، رئيس الكلية الملكية لأطباء النساء والتوليد، لجنة لتقديم المشورة للحكومة البريطانية، ما أدى إلى إصدار قانون الإجهاض 1967، والذي سمح بالإجهاض القانوني لأسباب كثيرة؛ من ضمنها تجنب إصابة المرأة البدنية والعقلية أو لأطفالها الحاليين في حال كان عمر الحمل أقل من 28 أسبوعًا.

### الولايات المتحدة
برزت حركة إصلاح الإجهاض في أميركا خلال ستينيات القرن العشرين. ففي عام 1964 توفيت جيري سانتورو أثناء محاولتها الحصول على إجهاض غير قانوني، وأصبحت صورتها رمزًا لحركة مناصرة حرية الإجهاض. وطورت بعض النساء الناشطات في مجال حقوق المرأة مهاراتهن في توفير الإجهاض للنساء اللواتي لا يستطعن الحصول عليه. على سبيل المثال، أدارت مجموعة تُدعى «جين» في شيكاغو عيادة إجهاض متنقلة خلال فترة الستينات. وكان بإمكان النساء اللواتي يسعين للإجهاض الاتصال برقم معين وأخذ تعليمات حول كيفية العثور على «جين».
في أواخر الستينات، شُكلت العديد من المنظمات لحشد الآراء ضد الإجهاض ومع تشريعه. وأسست بادرة الرابطة الوطنية لإبطال قوانين الإجهاض المناصرة لحرية الإجهاض في أميركا في عام 1969، وهدفها معارضة القيود المفروضة على الإجهاض وتوسعة مدى الوصول له. وفي أواخر عام 1973 تحولت الرابطة الوطنية لإبطال قوانين الإجهاض إلى الرابطة الوطنية للعمل على حقوق الإجهاض.
وكانت نقطة التحول الاستثنائية عندما حكمت المحكمة في قضية روي ضد وايد بأن قانون منع الإجهاض في ولاية تكساس باستثناء حالة الحفاظ على حياة الأم كان أمرًا غير دستوري. توصلت المحكمة إلى قرارها باستنتاج أن قضية حق الإجهاض تندرج ضمن حقوق الخصوصية، وأقرت بأن حق الخصوصية موجود ويتضمن حق الحصول على الإجهاض، ووجدت المحكمة أن الأم لديها كامل الحق بالحصول على الإجهاض إلى القابلية للاستمرار، وهي نقطة يحددها طبيب الإجهاض. ويمكن للنساء بعد ذلك الحصول على الإجهاض لأسباب صحية، والتي حددتها المحكمة بشكل موسع لتشمل العافية النفسية في قرار قضية دوي ضد بولتون.
منذ سبعينات القرن العشرين، وانتشار الموجة النسوية الثانية، أصبحت حقوق الإنجاب والإجهاض قضايا موحدة بين مجموعات حقوق المرأة في كندا والولايات المتحدة وهولندا وبريطانيا والنرويج وفرنسا وألمانيا وإيطاليا.
وفي عام 2015، في أعقاب تصويت مجلس النواب على إلغاء تنظيم الأسرة، أطلقت ليندي ويست وايميليا بونو وكيمبرلي موريسون حملة شاوت يور أبورشن «لتذكير الداعمين والناقدين بأن الإجهاض حق لأي شخص يحتاجه» وشجعت النساء غيرهن من النساء على مشاركة تجارب الإجهاض الإيجابية عبر الإنترنت باستخدام وسم #شاوت_يور_أبورشن من أجل «استهجان سمة العار المحيطة بالإجهاض».
وفي عام 2019، أطلقت حركة «يو نو مي» كاستجابة لإقرار قوانين نبضات قلب الجنين في خمس ولايات أمريكية، وخاصة القوانين المناهضة للإجهاض في جورجيا رقم 381 وأهايو رقم 69 وألاباما رقم 314.